# تبدیل ملین
تبدیل ملین (به انگلیسی: Mellin Transform) در ریاضیات یک تبدیل انتگرالی است که به صورت فرم ضربی تبدیل لاپلاس دوسویه در نظر گرفته می‌شود. این تبدیل انتگرالی بسیار به سری دیریچلت وابسته است و معمولاً از آن در نظریهٔ اعداد و نظریه سری‌های مجانبی مورد استفاده قرار می‌گیرد؛ تبدیل ملین به تبدیل‌های لاپلاس، فوریه و نظریه تابع گاما مرتبط است و جزو توابع مخصوص ریاضیات به‌شمار می‌آید.
تبدیل تابع {\displaystyle f} توسط تبدیل ملین به شکل زیر صورت می‌گیرد:
{\displaystyle \left\{{\mathcal {M}}f\right\}(s)=\varphi (s)=\int _{0}^{\infty }x^{s-1}f(x)dx.}
تبدیل معکوس نیز اینگونه تعریف می‌شود:
{\displaystyle \left\{{\mathcal {M}}^{-1}\varphi \right\}(x)=f(x)={\frac {1}{2\pi i}}\int _{c-i\infty }^{c+i\infty }x^{-s}\varphi (s)\,ds.}
فرمول نشان می‌دهد که این تبدیل یک انتگرال خطی بر روی یک خط عمودی در صفحه مختلط است.
نام این تبدیل از نام هیالمار ملین، ریاضیدان بزرگ فنلاندی گرفته شده‌است.

## ارتباط با تبدیل‌های دیگر

### تبدیل لاپلاس دوسویه
تبدیل لاپلاس دوسویه را می‌توان به کمک تبدیل ملین به صورت زیر تعریف کرد:
{\displaystyle \left\{{\mathcal {B}}f\right\}(s)=\left\{{\mathcal {M}}f(-\ln x)\right\}(s)}
و برعکس آن نیز به این ترتیب انجام می‌شود:
{\displaystyle \left\{{\mathcal {M}}f\right\}(s)=\left\{{\mathcal {B}}f(e^{-x})\right\}(s)}

### تبدیل فوریه
تبدیل فوریه را نیز می‌توان به وسیلهٔ تبدیل ملین به صورت زیر تعریف کرد:
{\displaystyle \left\{{\mathcal {F}}f\right\}(-s)=\left\{{\mathcal {B}}f\right\}(-is)=\left\{{\mathcal {M}}f(-\ln x)\right\}(-is)}
و عکس آن نیز از روش زیر امکان‌پذیر است:
{\displaystyle \left\{{\mathcal {M}}f\right\}(s)=\left\{{\mathcal {B}}f(e^{-x})\right\}(s)=\left\{{\mathcal {F}}f(e^{-x})\right\}(-is)}

## مثال

### انتگرال کاهن-ملین
برای {\displaystyle c>0}، {\displaystyle \Re (y)>0} و {\displaystyle y^{-s}} بر روی شاخه اصلی، به دست می‌آید:
{\displaystyle e^{-y}={\frac {1}{2\pi i}}\int _{c-i\infty }^{c+i\infty }\Gamma (s)y^{-s}\;ds}
که در آن {\displaystyle \Gamma (s)} تابع گاماست. این انتگرال با نام انتگرال کاهن-ملین شناخته شده است.

### نظریهٔ اعداد
یکی از کاربردهای مهم در نظریه اعداد تابع سادهٔ {\displaystyle f(x)={\begin{cases}0&x<1,\\x^{a}&x>1,\end{cases}}} را شامل می‌شود که در آن داریم
{\displaystyle {\mathcal {M}}f(s)=-{\frac {1}{s+a}}}
با فرض این‌که {\displaystyle \Re (s+a)<0}.